# Rowntree & Company Limited
Rowntree's je engleski proizvođač slatkiša, u vlasništvu Nestléa. Proizvodi najpoznatije engleske slatkiše, kao što su KitKat, Smarties, Aero, Fruit Pastilles, Black Magic i After eight.
Henry Isaac Rowntree je 1862. u Yorku osnovao tvornicu, a 1869. mu se pridružio brat Joseph. Godine 1969. Rowntree's se spaja s konkurentskom tvrtkom Mackintosh (Rolo, Munchies, Caramac, Toffo) uz novi naziv Rowntree Mackintosh, a 1988. prelazi u vlasništvo Nestléa.

## Vanjske poveznice
- Službena stranica  Arhivirana inačica izvorne stranice od 24. veljače 2009. (Wayback Machine) (engl.)
- Povijest tvrtke (engl.)